# Lierne (Norvège)
Pour la pièce architecturale, voir Lierne.
Lierne est une commune norvégienne située dans le comté de Trøndelag. Elle fait partie de la région du Namdalen.

## Géographie
La commune s'étend sur 2 962,3 km2 dans le nord-est du comté et est frontalière de la Suède au sud et à l'est. Elle abrite le parc national de Lierne et une partie de celui de Blåfjella-Skjækerfjella
Elle comprend les villages de Sandvika, son centre administratif, Inderdal, Mebygda, Nordli, Sørli et Tunnsjø senter.

## Personnalité
- Frode Estil, né en 1972 à Sørli, skieur de fond et double champion olympique en 2002.